# Chiesa di Santa Caterina d'Alessandria (Gaeta)
La chiesa di Santa Caterina d'Alessandria è un edificio del centro storico di Gaeta, situato in via Pio IX.
La chiesa, chiusa al culto dal 1987 e in stato di abbandono, ma non sconsacrata, si trova all'interno del territorio della parrocchia che insiste sulla cattedrale dei Santi Erasmo e Marciano e di Santa Maria Assunta.

## Storia

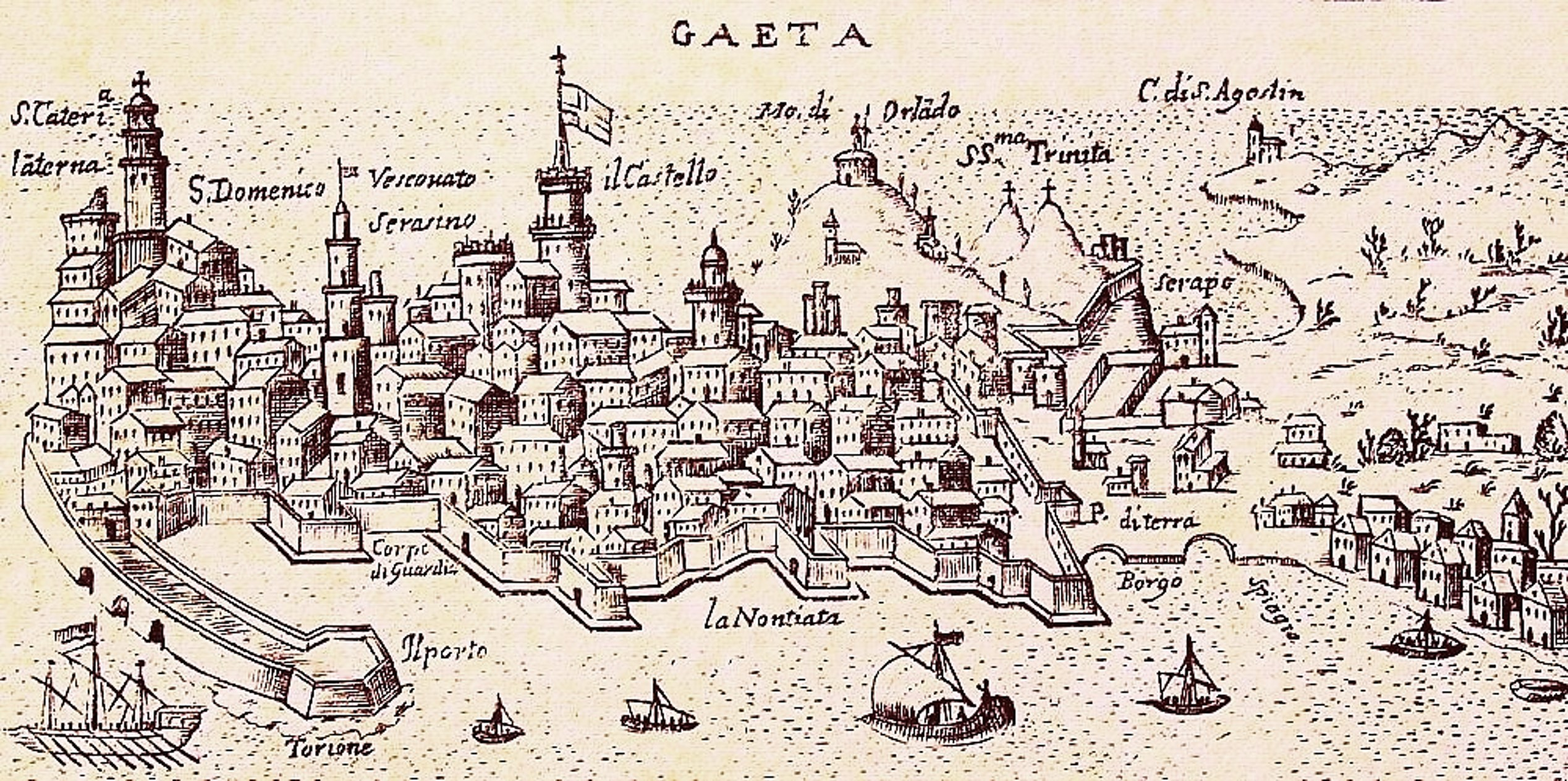
Incisione secentesca raffigurante una veduta della città di Gaeta; in altro a sinistra è indicato il faro ("Lanterna") di Santa Caterina.

La prima notizia accertata riguardante un monastero femminile dedicato a santa Caterina d'Alessandria risale al 1384; secondo la "Platea del Venerabile Monastero S. Caterina della Città di Gaeta" del 1748 circa, invece, sarebbe esistito già nell'XI secolo (come confermato da una concessione in enfiteusi firmata dalla badessa di Santa Caterina nel 1202), per quanto essa citi un documento che ne porrebbe la fondazione nel 1298. Quasi certamente di regola benedettina sin dalle origini, era contiguo a un altro monastero femminile benedettino denominato San Chirico o Quirico, citato per la prima volta in un documento del 1024 del Codex diplomaticus cajetanus. Non è chiaro se i monasteri fossero in origine uniti o se siano sempre stati distinti, seppur in qualche modo interdipendenti. Nel 1255, per volontà del podestà di Gaeta Gilberto dei Ramisidis nell'area del monastero fu elevato un faro, l'accensione della cui lanterna ad olio fu affidata alle religiose, le quali a loro volta nel corso dei secoli la subappaltarono a privati cittadini. Alla fine dello stesso secolo, contestualmente alla fondazione del monastero cistercense di Santo Spirito di Zennone (1295) nell'entroterra gaetano, Santa Caterina passò al ramo femminile di tale ordine. Nel XIV secolo fu edificata l'attuale chiesa di Santa Caterina, in stile gotico.
Con una bolla pontificia di Niccolò V del 25 aprile 1451, le benedettine del non lontano monastero di Santa Maria della Maina confluirono in San Chirico, divenendo circestensi. Secondo Giuseppe Fiengo, il complesso di Santa Caterina/San Chirico e quello di Santa Maria della Maina/San Domenico costituivano «nella zona più alta dell'abitato, una vera e propria cittadella monastica». Nel censimento del 1459 San Chirico era indicata come sede dell'omonima parrocchia, la quale contava 53 famiglie; non si hanno notizie circa la data di soppressione della stessa. Fin dal XV secolo è attestata nel cenobio la presenza di monache provenienti anche dalle famiglie della nobiltà gaetana. Nell'estate 1547 Ignazio di Loyola, fondatore e preposito generale della Compagnia di Gesù, si prodigò affinché venisse ripristinata e rispettata integralmente da parte della comunità la clausura. Nel 1625 il monastero ospitava 41 religiose, il che lo rendeva il più numeroso cenobio femminile della diocesi di Gaeta; nel corso dei secoli esso godette di notevole prestigio, legato al faro (in virtù del quale riscuoteva una gabella da parte delle navi in ingresso o uscita dal porto), alle molte rendite e proprietà terriere (nonostante le quali esso era oggetto anche di sovvenzioni pubbliche), e al fatto che custodisse l'archivio cittadino; nel 1584 il magistrato civico di Gaeta dotò il monastero di un orologio pubblico; nel 1639 il monastero fondò nella campagna gaetana, in località Conca, una cappella dedicata alla Madonna Bambina su un terreno di sua proprietà, affidandone la cura ad un eremita che ivi dimorava. Nel 1673 il vescovo di Gaeta Martín Ibáñez y Villanueva procedette ad una ricognizione delle spoglie mortali di san Montano, soldato romano martirizzato nel II secolo, fino ad allora venerate all'interno dell'antica chiesa di San Chirico; in tale occasione, l'intero complesso fu diviso in due monasteri indipendenti mediante l'erezione di una parete: l'area di Santa Caterina rimase alle cistercensi, mentre quella già di San Chirico divenne sede di una comunità di terziarie francescane; i due monasteri erano messi in comunicazione fra di loro esclusivamente da una piccola finestra all'interno del faro. Il culto dei santi Quirico e Giulitta fu trasferito nella nuova chiesa di San Montano, nella quale fu loro intitolato un altare laterale.

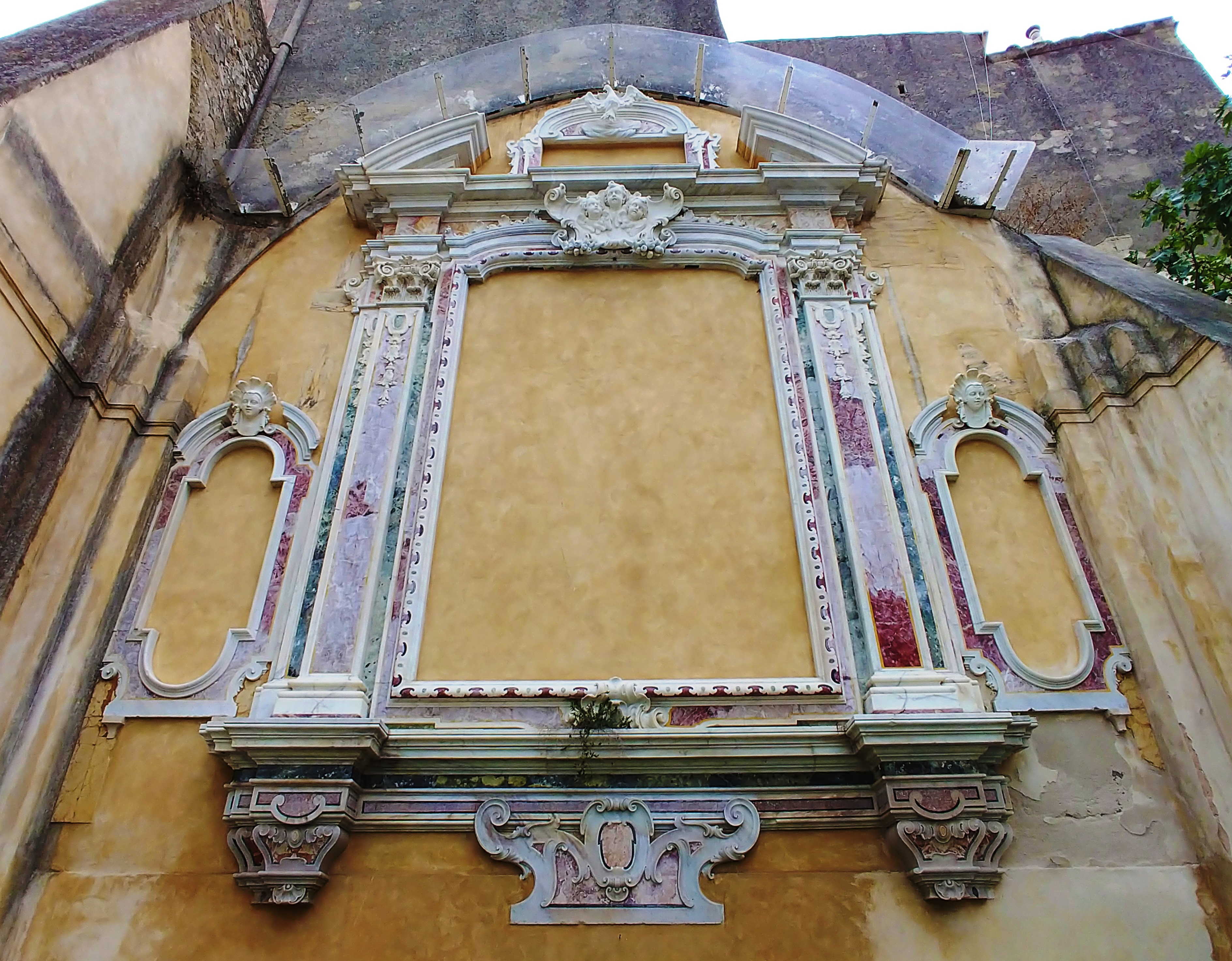
L'ancona dell'altare maggiore settecentesco, trasferita nella chiesa di Sant'Antonio Abate (successivamente demolita).

Nel 1705 la chiesa di Santa Caterina fu decorata con una veste barocca; nell'ambito di tale intervento furono eretti tre altari in marmi policromi riconducibili all'ambito del napoletano Domenico Antonio Vaccaro, dei quali uno laterale andò ad incorniciare una pala preesistente, realizzata da Andrea Vaccaro intorno al 1660 e raffigurante la santa titolare; al primo artista è attribuito anche il dipinto Madonna col Bambino che appare a san Bernardo, posto sull'altare dirimpetto. L'altare maggiore era sormontato da un dipinto raffigurante il Matrimonio mistico di santa Caterina d'Alessandria tra i santi Agostino e Benedetto, di Pietro Novelli. Nel 1720 fu sepolto nella chiesa il vescovo di Gaeta José Guerrero de Torres, che aveva promosso il restauro barocco. Nel 1722 il monastero accoglieva 37 professe, 11 converse e 2 educande; nel resoconto stilato dal vescovo Carlo Pignatelli, C.R. per la visita ad limina del 1725, venne registrata nel monastero la presenza di 43 professe e 10 converse; in analogo contesto, nel 1742 Gennaro Carmignano riportò il calo del numero di religiose, in totale circa 40 delle quali 27 professe, denunciando le ampie libertà arrogatesi dagli amministratori laici, in particolar modo la detenzione da parte loro delle chiavi della clausura.
Con la soppressione degli ordini religiosi del 1809, entrambi i monasteri furono chiusi e l'intero complesso requisito a scopi militari, riconvertito dapprima in caserma con la denominazione "Caserma Cavour", poi in ospedale militare (trasferito nel 1860 dall'ex convento di San Francesco) e successivamente in infermeria; la chiesa di Santa Caterina cadde in abbandono e fu utilizzata come magazzino di paglia fino al 1850. L'anno successivo su interessamento del vicario generale Giuseppe Iannitti, i tre altari barocchi furono trasferiti rispettivamente nella chiesa di Sant'Antonio Abate (quello maggiore) e nelle prime due cappelle di destra della cattedrale (i due laterali); in San Giacomo, invece, insieme all'altare maggiore della non lontana chiesa di San Montano, furono traslate le due acquasantiere di Santa Caterina.

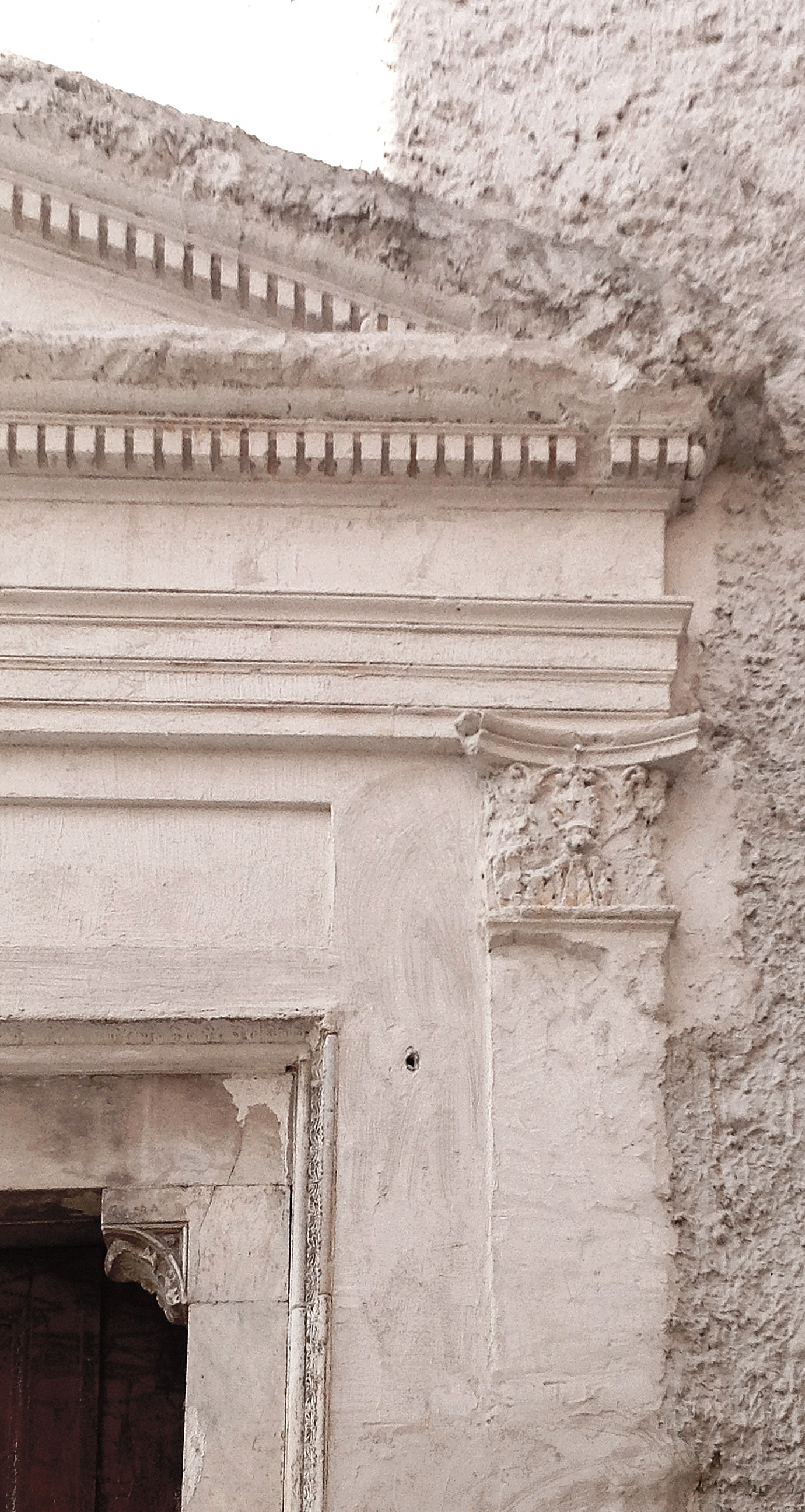
Particolare del portale della chiesa; si noti la sovrapposizione di decorazioni neoclassiche all'originario elemento gotico, tuttora leggibile.

Ferdinando II delle Due Sicilie in seguito alla permanenza di papa Pio IX a Gaeta (1848-1849) volle che diverse chiese della città cadute in abbandono per la soppressione degli ordini religiosi, venissero restaurate e riaperte al culto. I lavori in Santa Caterina iniziarono nel 1852 e si protrassero fino al 1856, e furono eseguiti sotto la direzione di Giacomo Guarinelli, che in quegli stessi anni si stava occupando anche del rifacimento del tempio di San Francesco; essi consistettero in un consolidamento della struttura gotica e della realizzazione di un sobrio apparato decorativo esterno e interno di gusto neoclassico. Nel 1854 si intervenne anche sul faro modernizzandolo, mentre nel 1857-1858 si procedette a necessari interventi di riqualificazione e riadattamento dell'ex monastero, rimasto di pertinenza militare. La chiesa di Santa Caterina divenne di patronato regio con proprie rendite; tale rimase fino al 9 novembre 1889, insieme a San Francesco fu annessa al capitolo della cattedrale. Onorato Gaetani dell'Aquila d'Aragona, sindaco di Gaeta nel 1870-1876, durante il suo mandato avrebbe voluto trasferirvi la parrocchia di Santa Lucia, per trasformare la vicina chiesa omonima, una volta sconsacrata, in museo d'arte e storia locale.
Durante la seconda guerra mondiale, il 3 novembre 1943, le truppe tedesche fecero saltare con delle mine l'antico faro annesso al convento; la chiesa fu officiata regolarmente fino al 1945. Nel 1958-1960 i locali della caserma Cavour accolsero il carcere giudiziario di Napoli, divenendo poi abitazione provvisoria per profughi, prima di cadere nuovamente in abbandono; solo l'area già attinente al monastero di San Montano fu restaurata per diventare sede del comando della Scuola nautica della Guardia di Finanza. Quando la chiesa di Santa Lucia fu chiusa al culto nel 1966 (per poi venire sconsacrata nel 1972), il culto della martire siracusana e la relativa parrocchia furono trasferiti dapprima in San Domenico, poi in Santa Caterina fino alla chiusura anche di quest'ultima, avvenuta nel 1987. Da allora essa giace in stato di abbandono; agli inizi degli anni 2010 le sue facciate esterne furono oggetto di un restauro conservativo.

## Descrizione

### Architettura
La chiesa di Santa Caterina sorge nel luogo più elevato del promontorio di punta Stendardo, in posizione dominante sull'abitato circostante. L'edificio si sviluppa parallelamente a via Pio IX e il suo prospetto anteriore dà su un'angusta piazzetta, ottenuta nel 1840 tramite l'ampliamento del vicolo preesistente, la quale sul lato opposto della strada summenzionata scende con un'ampia scalinata verso salita Chiaromonte. La sua struttura è tutt'oggi quella gotica trecentesca, rivestita con sobrie decorazioni neoclassiche nell'ambito dei restauri condotti da Giacomo Guarinelli nel 1852-1856.

### Esterno

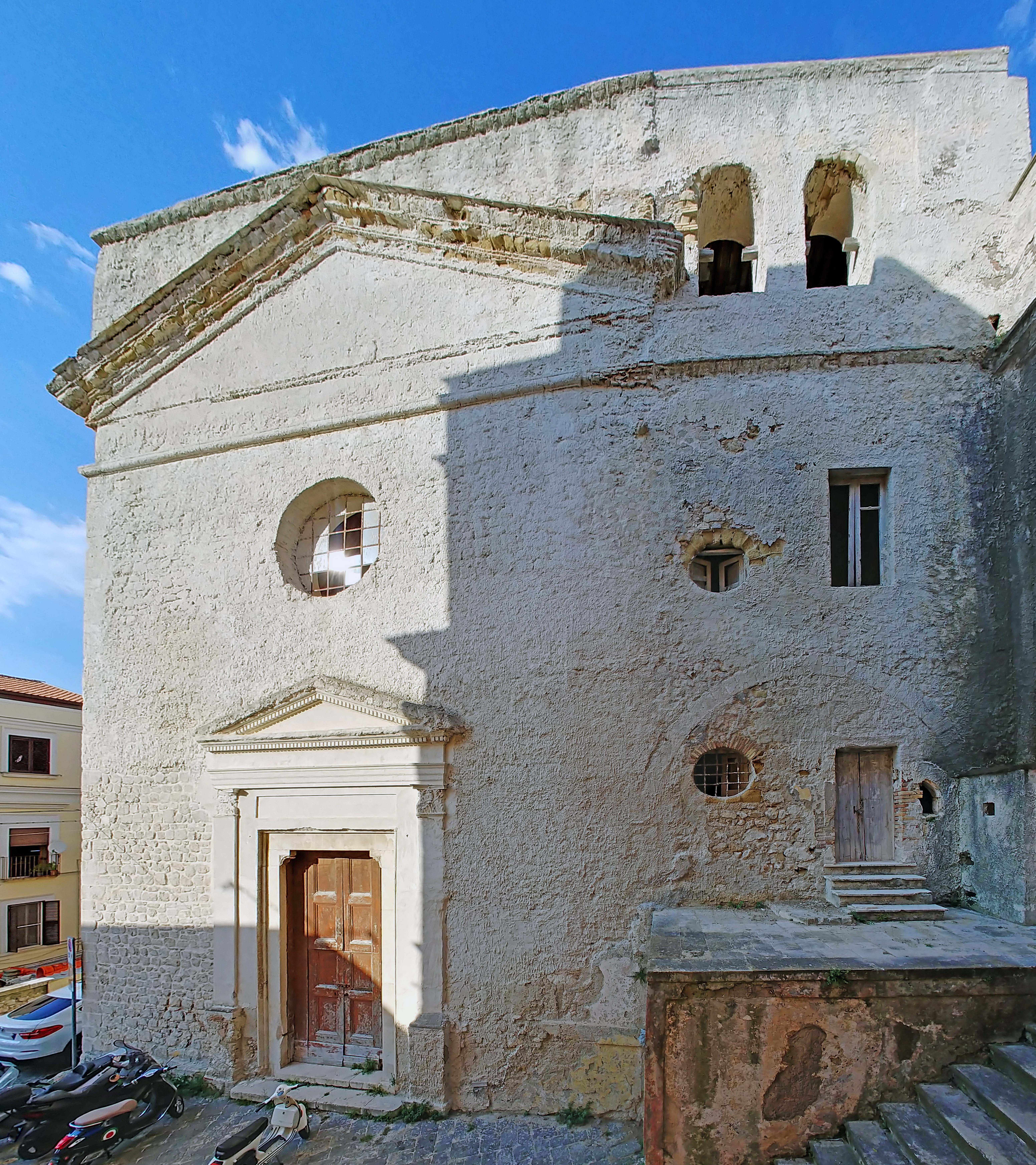
Facciata e campanile.

Le superfetazioni ottocentesche dell'esterno (prevalentemente cornicioni) furono in gran parte rimosse nell'ambito dei restauri del 2010, insieme ad ampi brani del rivestimento ad intonaco; risulta visibile il paramento murario medioevale, costituito da blocchi squadrati di pietra calcarea locale. Lungo il fianco sinistro, nella muratura, è inserito un frammento marmoreo di spoglio recante, a bassorilievo una decorazione a tralci viminei con foglie alternati a grappoli, presumibilmente pertinente in origine ad un pilastrino. Le volte a crociera della navata, estradossate secondo l'uso tipico gaetano, sul lato anteriore e su quello sinistro sono inglobate entro una sopraelevazione posteriore, analogamente a quanto accaduto nella chiesa di Sant'Angelo in Planciano, senza tuttavia la sovrapposizione di un'ulteriore copertura che è invece presente nella Santissima Annunziata. Tale sovrapposizione, in seguito alla rimozione dell'intonaco, permette comunque di leggere il profilo ogivale delle crociere e risultano visibili le finestre che si aprivano al centro di ciascuna lunetta, rispettivamente una monofora a sesto acuto strombata (prima e seconda campata, tuttora aperta) e un oculo (terza e quarta campata e abside, murato); esse si impostano sul cornicione sommitale gotico, che cinge l'aula su tutti i lati e reca ancora, su via Pio IX, alcuni dei semplici doccioni in pietra. Sul medesimo fianco, nella parte inferiore della parete, sono visibili a due diverse altezze differenti per la presenza all'interno della cantoria, le quattro grandi finestre rettangolari che danno luce alla navata, nonché il profilo marmoreo di un portale tamponato ad arco a tutto sesto, sito in corrispondenza della quarta campata, in asse con un vicolo non più esistente. Anche la volta dell'abside è su due lati protetta da una sopraelevazione analoga a quella della navata.
La facciata della chiesa è a capanna. In basso, al centro, si apre il portale, risalente al XIV secolo e successivamente rimaneggiato; alla sua redazione iniziale appartengono i piedritti (dei quali quello di sinistra recante numerose incisioni di epoca medievali, tra cui lo stemma della famiglia Ristalda), l'architrave sorretto da due mensole scolpite con motivi vegetali, e la cornice riccamente decorata a rilievo; l'apparato in stucco che lo circonda, costituito da due lesene corinzie, un alto cornicione ed un timpano triangolare, copre l'antica lunetta; al di sopra di esso, il rosone circolare. Il coronamento del prospetto, inserito nella sopraelevazione che cinge la volta, è costituito anch'esso da un timpano triangolare, aggettante. Alla destra della facciata, parallelamente alla stessa, si apre con due monofore affiancate il campanile ottocentesco; esse ospitavano altrettante campane fuse a Napoli nel 1856, attualmente in deposito presso la pinacoteca comunale "Antonio Sapone" di Gaeta. I resti del campanile a vela originario sono visibili sul lato sinistro, al di sopra della metà sinistra della lunetta della volta della seconda campata, ove la muratura presenta tracce di policromia.

### Interno

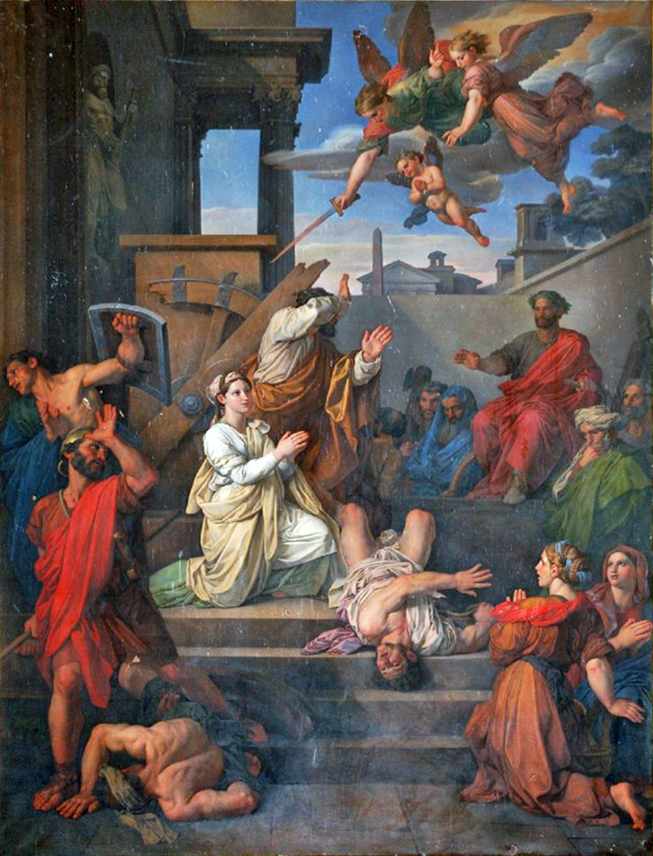
Gaetano Forte, Martirio di santa Caterina, 1856, olio su tela; il dipinto fu realizzato per l'altare maggiore della chiesa di Santa Caterina, e nel 1988 venne ricollocato all'interno della cattedrale dei Santi Erasmo e Marciano e di Santa Maria Assunta.

All'interno, la chiesa si articola in un'unica navata di quattro campate, coperte con volta a crociera e scandite da lesene poco sporgenti dalle pareti laterali. Peculiare è l'eccezione estensione della cantoria, su due campate anziché una, caso unico in tutta la città di Gaeta, legata al gran numero di religiose che su di essa avevano il coro; un ampio arcone largo quasi quanto la navata, costituisce l'affaccio su quest'ultima, delimitato da bassa ringhiera ottocentesca in ferro battuto; il sottocoro presenta la medesima scansione dell'ambiente soprastante, anch'esso con volte a crociera. Il rivestimento dell'intera superficie muraria risale nel suo complesso ai restauri del 1852-1856, e ingloba nelle volte della terza e quarta campata e dell'abside quello barocco del 1705, il quale presenta forti analogie con quello secentesco del santuario della Santissima Annunziata, opera di Dionisio Lazzari. L'intonaco rosaceo delle pareti e delle volte è percorso da membrature in stucco di color bianco, che seguono la sottostante architettura gotica; le tre volte summenzionate sono ornate da chiavi a rosone, in parte crollate; l'area del coro, invece, non presenta decorazioni a rilievo. Nelle ultime due campate della navata, sulla parete di destra, vi sono dei trompe-l'œil che imitano i finestroni che si aprono simmetricamente sul lato opposto verso l'esterno. Nella parete di fondo dell'aula un arco ogivale dà accesso all'abside quadrangolare, più stretta rispetto alla navata e anch'essa voltata a crociera; al di sopra di esso, è visibile la cornice che ospitava il dipinto della Purità di Tommaso De Vivo (1853), andato perduto. Appare notevolmente danneggiato il pavimento in cotto, costituito piastrelle policrome disposte a reticolato.
Nella chiesa sono presenti tre altari, frutto del restauro ottocentesco; essi sono in marmi policromi e recano un'ornamentazione geometrica ad intarsio. L'altare maggiore, sopraelevato di tre gradini, è leggermente discostato dalla retrostante parete di fondo dell'abside, ed è collegato a quelle laterali tramite due porte, ciascuna delle quali è sormontata da un timpano ad arco ribassato con, al centro, una testa d'angelo ad altorilievo. La mensa è sorretta da due massicci semipilastri con finta scanalatura, i quali inquadrano il paliotto, leggermente incassato, al centro del quale vi è, inquadrato da un campo rettangolare in porfido rosso, un tondo con una croce di Malta in marmo bianco. Il tabernacolo segue il medesimo cromatismo, ed è costituito da una cassa rettangolare con porticina ad arco e cornicione sommitale aggettante, ed attico in marmo verde che riprende il profilo del gradino inferiore dell'alzata. Al di sopra dell'altare maggiore, vi è la grande cornice che ospitava il Martirio di santa Caterina d'Alessandria di Gaetano Forte (1856). I due altari laterali, gemelli, si presentano in cattivo stato di conservazione; su un fondo in marmo scuro, si susseguono ottagoni irregolari con cornici a rilievo in marmo bianco; in origine le mense erano sostenute agli angoli da due colonnine, non più in loco, mentre i tabernacoli recano tracce di un timpano triangolare.

### Ex monastero
L'ex monastero, in stato di abbandono e degrado, si sviluppa nell'area compresa tra la chiesa di Santa Caterina, la caserma Cavour (sede del comando della Scuola nautica della Guardia di Finanza, ricavata nell'antico monastero di San Montano) e la scogliera a picco sul golfo di Gaeta. Dopo la soppressione del 1809, l'edificio fu oggetto di forti alterazioni per venire adattato alle esigenze della nuova destinazione militare. L'attuale ingresso risale alle ristrutturazioni del XIX secolo, è situato in fondo alla piazzetta antistante la facciata della chiesa, perpendicolare a quest'ultima, ed è costituito da un portale ad arco ribassato inserito in un paramento murario a bugnato liscio; sulla sommità del prospetto, una garitta in muratura.
La struttura si sviluppa attorno al chiostro. Esso, non adiacente alla chiesa, presenta quattro gallerie voltate a crociera che si articolano attorno ad uno spazio centrale trapezoidale irregolare, sul quale si aprono mediante arcate a tutto sesto poggianti su pilastri quadrilateri cui sono addossati i contrafforti che sostengono le soprastanti logge, attualmente tamponate, che furono edificate in epoca successiva. Il piano di calpestio dell'area a cielo aperto è nettamente superiore rispetto a quello delle gallerie, per la presenza al di sotto dello stesso di tre cisterne per la raccolta dell'acqua piovana.
Seppur modificati, sono tuttora leggibili alcuni degli ambienti monastici: al pianterreno la sala delle monache (perpendicolare alla chiesa), il refettorio (tra il chiostro e il mare, con volta a schifo lunettata settecentesca, diviso da tramezzi in tre locali più piccoli), la sacrestia (alla destra dell'abside della chiesa, con un'acquasantiera recante lo stemma della famiglia Laudato) e l'adiacente sala capitolare (sorretta al centro da una colonna corinzia inglobata entro muratura successiva); al primo piano, il dormitorio delle professe (lato chiesa), quello delle converse (lato caserma) e la biblioteca (al di sopra della sala capitolare). Il secondo piano fu elevato dai militari nel XIX secolo. Nell'intercapedine tra il lato destro della chiesa e la cisterna ad essa parallela, vi è un vasto brano di pittura parietale databile tra la fine dell'XI secolo e secolo successivo, raffigurante in un contesto silvestre un cervide inseguito da un leone.
All'angolo meridionale del monastero, al livello del primo piano, sono visibili i resti del faro, edificato nel 1255, successivamente più volte restaurato e fatto saltare dalle truppe tedesche nel 1943. Esso era costituito da una torre a pianta circolare e nel 1854 la lampada era situata a 72,43 m sopra il livello del mare, ed era visibile ad una distanza di 18 NM. Al suo ingresso era posta una lapide, andata perduta, con la seguente iscrizione commemorativa in caratteri gotici, sormontata da un'incisione dell'Agnus Dei:
(Iscrizione sopra la porta del faro, andata perduta.)

## Opere già presenti nella chiesa

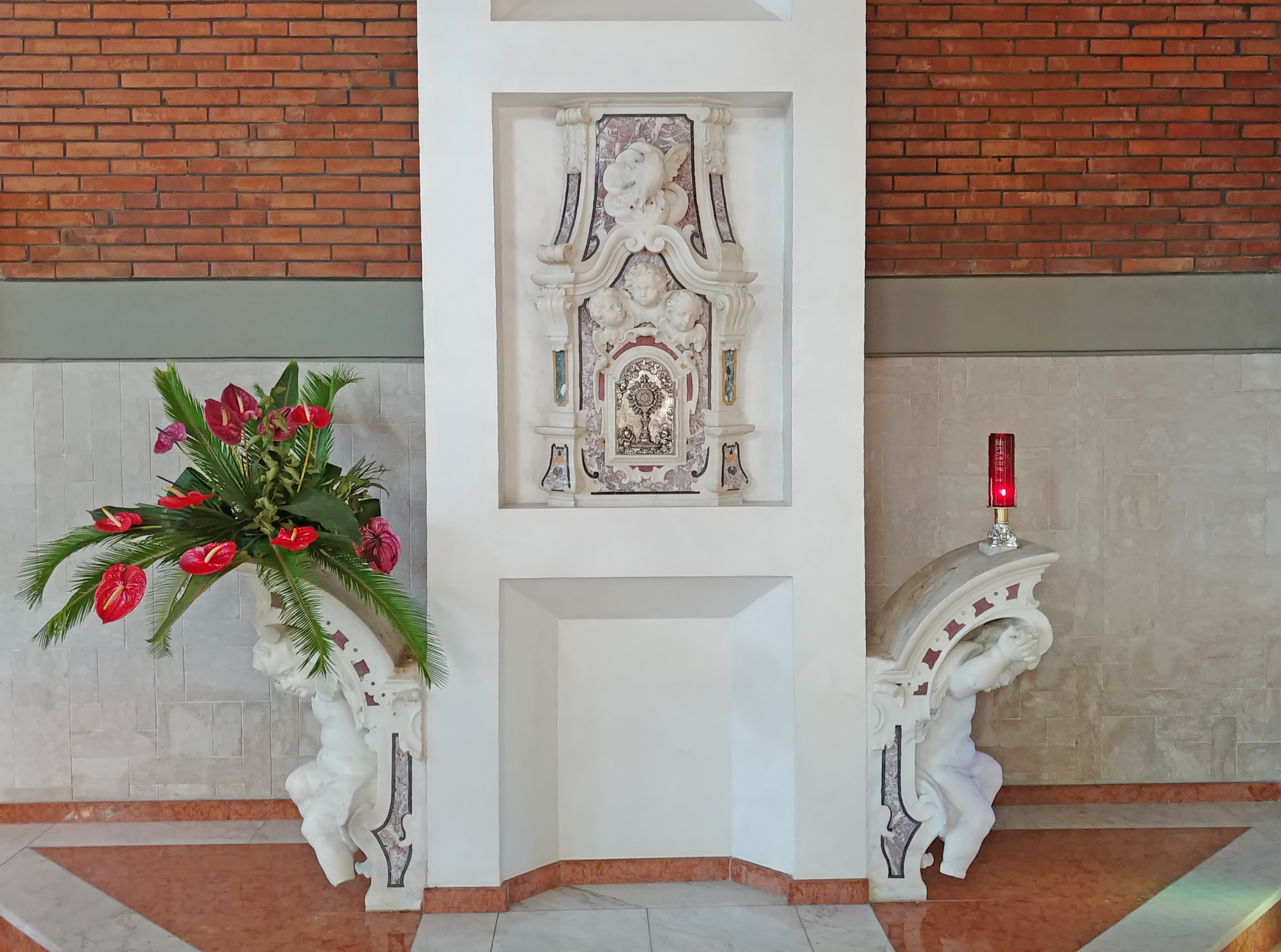
Il tabernacolo e gli angeli capoaltare dell'altare maggiore settecentesco nella loro odierna sistemazione, all'interno della chiesa di San Paolo a Gaeta.

In seguito alla soppressione degli ordini religiosi nel 1809, l'anno successivo i principali arredi barocchi della chiesa di Santa Caterina furono traslati altrove per volontà del vicario generale Giuseppe Iannitti. L'altare maggiore, attribuibile a Domenico Antonio Vaccaro e risalente al 1705, fu trasferito nella chiesa di Sant'Antonio Abate insieme alla sua ancona e alla relativa pala, una tela di Pietro Novelli con il Matrimonio mistico di santa Caterina d'Alessandria tra i santi Agostino e Benedetto, definita da Camillo Guerra opera di Pietro Novelli, per quanto l'accademico stesso la accosti allo stile del Correggio. La chiesa, che nel 1838 divenne sede della parrocchia di San Biagio assumendone popolarmente la denominazione, durante la seconda guerra mondiale subì danni marginali ma venne demolita nel 1957 dall'amministrazione comunale per l'apertura del lungomare Giovanni Caboto. Dell'edificio fu preservata esclusivamente la parete di fondo dell'abside insieme all'ancona marmorea (le tele, però, andarono perdute); quest'ultima si articola in una grande cornice centrale sorretta da mensole, inquadrata da una coppia di lesene composite e sormontata da un timpano curvilineo spezzato, ai lati della quale ve ne sono due di minori dimensioni, ciascuna delle quali è decorata con un'antefissa (quelle attuali sono frutto di ricostruzione, dal momento che le originali furono trafugate alla fine del XX secolo); al di sopra della cimasa vi è la Colomba dello Spirito Santo a tutto tondo, mentre al di sotto della stessa trova luogo un cartiglio con tre teste d'angelo e festoni. La mensa e l'alzata furono invece smembrate: il tabernacolo e i due angeli capoaltare furono portati nella chiesa di San Paolo Apostolo a Gaeta, e ivi ricomposti a formare un altare laterale; le parti restanti, invece, trovarono alloggio nella chiesa di San Magno presso Fondi, dalla quale furono poi alienate. Il tabernacolo riprende, nell'apparato decorativo, i soggetti dell'ancona: al di sopra della porticina ad arco, infatti, vi sono tre teste d'angelo, mentre più in alto vi è, su uno sfondo di nubi a rilievo, la colomba dello Spirito Santo, in parte mutila; l'intero elemento è ornato con volute e intarsi; agli angeli capoaltare furono amputati i piedi per favorirne il ricollocamento.
I due coevi altari laterali barocchi di Santa Caterina, analoghi per ornato e fattura a quello maggiore, furono invece trasportati nelle prime due cappelle di destra della cattedrale dei Santi Erasmo e Marciano e di Santa Maria Assunta, realizzate durante la ristrutturazione interna della chiesa in chiave neoclassica del 1788-1793. I due altari sono gemelli: al di sopra della mensa e del tabernacolo, si eleva l'ancona con architrave idealmente sorretto da due lesene corinzie poste alle estremità; al di sopra della nicchia ove un tempo vi era la statua di san Gabriele Arcangelo, trova luogo un gruppo scultoreo con tre putti; al centro del fastigio, che costituisce il coronamento del manufatto, un bassorilievo raffigurante rispettivamente gli attributi di san Bernardo da Chiaravalle (mitra, pastorale e libro, nella prima cappella) e di santa Caterina d'Alessandria (ruota, nella seconda cappella). Per l'altare di San Bernardo, presumibilmente lo stesso Domenico Antonio Vaccaro (attribuzione di Raffaello Causa) dipinse la pala Madonna col Bambino che appare a san Bernardo che, con l'apertura del museo diocesano di Gaeta nel 1956, entrò a far parte del percorso espositivo di quest'ultimo. Attualmente in suo luogo, al centro dell'ancona si apre una finestra rettangolare che inquadra parte della retrostante colonna di spoglio, appartenente alla struttura medievale della cattedrale. Sull'altare di Santa Caterina, invece, vi è la preesistente tela raffigurante la titolare, opera autografa di Andrea Vaccaro databile al 1660 circa; la santa è raffigurata stante sugli strumenti del martirio, recante nella destra la palma e circondata da angioletti che aprono la coltre di nubi. Anche questo dipinto fu esposto nel museo diocesano a partire dal 1956 e sostituito in cattedrale con la Vergine Immacolata che appare alle anime del Purgatorio di un anonimo pittore locale del XVIII secolo, impropriamente attribuita a Sebastiano Conca; tornò nella collocazione sua propria nel 2014.
Nella chiesa di San Giacomo Apostolo, che ospita alcuni arredi provenienti dalla scomparsa chiesa di San Montano, sono presenti altri elementi facenti parti dell'apparato barocco di Santa Caterina. Sulle pareti laterali della moderna abside, in posizione analoga a quella precedente l'ampliamento novecentesco della chiesa, si trovano due tele dipinte nel 1699 da Nicola Malinconico e raffiguranti rispettivamente l'Adorazione dei pastori (a sinistra) e l'Adorazione dei Magi (a destra). A ridosso della parete di controfacciata, ai lati del portale, sono murate due acquasantiere in marmi policromi coeve agli altari settecenteschi; esse sono costituite da una vasca a forma di conchiglia rovesciata e da un elemento verticale ornato con volute, al centro del quale sono scolpiti rispettivamente su una la palma, la ruota e la spada (attributi di santa Caterina), sull'altra lo stemma del vescovo di Gaeta José Guerrero de Torres, O.E.S.A..
Nell'ambito dei lavori di restauro e riqualificazione del 1852-1856, furono appositamente eseguiti per la chiesa di Santa Caterina tre dipinti che furono collocati al di sopra dei tre altari realizzati in sostituzione di quelli settecenteschi, direttamente appesi alla parete retrostante, senza venir inseriti all'interno di un'ancona; solo per quello dell'altar maggiore fu realizzata una cornice in stucco. Le tele, per preservarle dal deterioramento, furono poi rimosse a cura del Centro Storico Culturale "Gaeta" dopo la chiusura della chiesa avvenuta nel 1987. La pala dell'altare maggiore raffigura il Martirio di santa Caterina ed è opera di Gaetano Forte; si tratta di un'opera di notevoli dimensioni e fin dal momento del suo trasferimento ha trovato collocazione a ridosso della parete di fondo della terza cappella laterale di destra della cattedrale dei Santi Erasmo e Marciano e di Santa Maria Assunta, la quale è priva di altare. Nel medesimo ambiente, lungo la parete sinistra, fu esposto fino al 2008 il Martirio di Santo Stefano, opera di anonimo napoletano del XVIII secolo, attualmente nel palazzo De Vio. Sugli altari laterali della chiesa di Santa Caterina erano collocati rispettivamente San Francesco di Paola di Giovanni Salomone e la Madonna del Buon Consiglio di Luigi Stanziani, anch'essi in palazzo De Vio.